# George Dzundza
George Dzundza (Rosenheim, 19 de julho de 1945) é um ator americano nascido na Alemanha. Seus trabalhos mais notáveis incluem The Waltons (1975), Skokie (1981), Open All Night (1981), No Way Out (1987), The Beast (1988). Ele também apareceu em The Deer Hunter, Streamers, Impulse, White Hunter Black Heart, The Butcher's Wife, Basic Instinct, Crimson Tide, Dangerous Minds e City by the Sea, e em séries como Law & Order, Grey's Anatomy e Jesse.

## Infância e educação
Dzundza nasceu em Rosenheim, Alemanha, filho de pai Unterlander ucraniano e mãe Galitzianer polonesa que foram forçados a trabalhar nas fábricas pelos nazistas. Ele passou os primeiros anos de sua vida em campos de deslocados com seus pais e um irmão. Antes de emigrar para os Estados Unidos em 1956, a família morou em Amsterdã por alguns anos. Sua família então se mudou para os EUA, estabelecendo-se em Nova York, onde George frequentou a Xavier High School. Ele é um cidadão americano naturalizado.